# Annius Vinicianus
Annius Vinicianus (sein Praenomen ist nicht bekannt) war ein im 1. Jahrhundert n. Chr. lebender Angehöriger des römischen Senatorenstandes.
Durch die Annales von Tacitus (Buch XV, 28) ist belegt, dass Vinicianus der Schwiegersohn von Gnaeus Domitius Corbulo war und im Jahr 63 unter diesem gegen Ende des Römisch-Parthischen Krieges als Kommandeur (Legatus legionis) einer Legio V diente, obwohl er noch nicht das vorgeschriebene Alter für den Senatorenstand erreicht hatte (nondum senatoria aetate).
Durch die Römische Geschichte von Cassius Dio (Buch LXII, 23, 6) ist belegt, dass Vinicianus von seinem Schwiegervater als Geisel nach Rom geschickt wurde, um Nero (54–68) zu beweisen, dass er (Corbulo) keine Verschwörung plane. Dort wurde er, vermutlich um 66, Suffektkonsul, ohne zuvor Praetor gewesen zu sein. Möglicherweise war er Anstifter der nach ihm benannten Vinicianischen Verschwörung, da in De vita Caesarum von Sueton (Nero, 36) ein Vinicius erwähnt wird, der in Beneventum eine Verschwörung gegen Nero anzettelte.
Aufgrund der Angabe nondum senatoria aetate ist davon auszugehen, dass Vinicianus nicht vor 37 n. Chr. geboren wurde. Er war wahrscheinlich der Sohn von Lucius Annius Vinicianus.

## Legio V
Florian Matei-Popescu geht davon aus, dass es sich bei der Legio V um die Legio V Macedonica gehandelt hat; er datiert sein Kommando über die Legio V Macedonica von 63 bis zum Sommer 65.